# Kristen O’Neill
Kristen O’Neill (* 12. April 1983 in Edmonds, Washington) ist eine ehemalige US-amerikanische Basketballspielerin, die eine Saison für die Seattle Storm in der Women’s National Basketball Association spielte. Zurzeit ist sie Assoziierte Cheftrainerin der Damen-Basketballmannschaft der Seattle University.

## Spielerkarriere

### Amateur-Basketball (1997 bis 2006)

#### Meadowdale High School (1997 bis 2001)
In ihrer Jugendzeit besuchte O’Neill die Meadowdale High School in Lynnwood im US-Bundesstaat Washington, wo sie für das High-School-Basketballteam spielte. Während dieser Zeit erhielt sie auch mehrere Auszeichnungen, so wurde sie beispielsweise zur Gatorade Player of the Year for Washington und Everett Herald co-Player of the Year ernannt. Darüber hinaus wurde sie auch in das Parade Magazine All-American Third Team und das Street and Smith’s Third Team All-American berufen. Neben diesen individuellen Errungenschaften konnte sie auch mannschaftlich einige Erfolge feiern, so gewann sie in ihrem dritten Schuljahr die Bundesmeisterschaft – nachdem sie im Jahr davor die Meisterschaft noch auf dem zweiten Platz beendete. Aufgrund dieser Erfolge wurde sie nach ihrem Abschluss von der Meadowdale High School auf Platz 38 der 750 talentiertesten Basketball-Absolventinnen des US-Bundesstaates Washington gelistet.

#### College (2001 bis 2006)
O’Neill studierte von 2001 bis 2006 an der University of Washington und beendete ihr Studium mit einem Abschluss in Kommunikationswissenschaft. In dieser Zeit spielte sie auch für die Damen-Basketballmannschaft der Universität, den Huskies. Ihre  Freshman-Saison beendete O’Neill, die meist auf der Position des Point und Shooting Guards zum Einsatz kam, mit durchschnittlich 6,1 Punkte und 3,7 Rebounds pro Spiel. Zudem traf sie 43,6 % (34 von 78) ihrer Würfe von der Drei-Punkte-Linie, was in dieser Saison den zweitbeste Schnitt in der Pacific-10 Conference darstellte. Darüber hinaus wurde sie wegen ihrer guten Leistungen in der Defensive am Ende der Saison zur KKNW 1150 Outstanding Defensive Player ernannt.
In ihrer Sophomore-Saison überzeugte sie erneut mit einer soliden defensiven Leistung, wodurch sie erneut zur KKNW 1150 Outstanding Defensive Player ernannt wurde. Ihre Leistungen in der Defensive spiegelten sich auch in der Statistik wider, als sie in ihrer zweiten Saison durchschnittlich 4,4 Rebounds und 1,7 Steals pro Spiel erzielte. In der Vorbereitung für die darauffolgende Saison erlitt sie eine Stressfraktur im linken Fuß, worauf sie die gesamte Saison 2003/04 ausfiel. In ihrer Junior-Saison stand sie erstmals in jedem Spiel der Saison in der Startformation der Huskies. Zudem integrierte sie sich besser in das Offensivspiel der Mannschaft, wodurch sie mit durchschnittlich 9,5 Punkten pro Spiel, den zweitbesten Punkteschnitt des gesamten Teams aufwies. In ihrer Senior-Saison war O’Neill meist Ersatzspielerin, trotzdem bekam sie mit 26,1 Minuten pro Spiel die zweitmeiste Spielzeit der gesamten Mannschaft.

### Profi-Basketball (2006 bis 2009)

#### Zwei Jahre in Europa (2006 bis 2008)
Nach ihrer Collegezeit wurde sie von keiner WNBA-Mannschaft im WNBA Draft ausgewählt, daraufhin wechselte sie in höchste Spielklasse der spanischen Damen-Basketball-Liga, wo sie in der Saison 2006/07 bei Club Baloncesto Estudiantes unter Vertrag stand. Nach nur einer Saison in Madrid wechselte sie zum Ligakonkurrenten Club Baloncesto Ciudad de Burgos.

#### WNBA und irische Superleague (2008 bis 2009)
Nach zwei Jahren in der höchsten Spielklasse der spanischen Damen-Basketball-Liga wurde O’Neill als eine von vier Spielerinnen vom Seattle Storm zu dessen Trainingslager eingeladen. In der Preseason wurde O’Neill bei zwei von drei Testspielen eingesetzt, bei denen sie insgesamt fünf Punkte erzielte. Kurz vor dem Saisonstart wurde sie aus dem Kader des Storm gestrichen. Ohne Vertrag blieb sie trotzdem in Seattle, wo sie in das Trainingsaufgebot des Storm aufgenommen wurde. Während der Saison entschied sich die Führungsebene des Storm, den Vertrag von Rookie-Guard Kimberly Beck aufzulösen. Dadurch wurde ein Platz im Kader frei, wodurch das Franchise  O’Neill am 1. Juli für sieben Tage unter Vertrag nahm. Bereits zwei Tage später kam sie im Spiel gegen die New York Liberty zu ihrem ersten Einsatz. Eine Woche darauf wurde sie vom Klub ein weiteres Mal für sieben Tage unter Vertrag genommen.
Nachdem O’Neill zweimal ein Vertrag über sieben Tage angeboten wurde, stand das Franchise vor der Entscheidung sie für die restliche Saison unter Vertrag zu nehmen, oder ihren derzeitigen Vertrag auslaufen zu lassen. Aufgrund dieser Ausgangslage kontaktierte die Führungsebene des Storm die Liga, die dem Franchise mitteilte, dass Spielerinnen der WNBA beliebig oft für sieben Tage unter Vertrag genommen werden können – im Gegensatz zur NBA, wo Spieler maximal zweimal ein Vertrag über zehn Tage erhalten können. Nach dieser Mitteilung entschied sich das Franchise dafür, O’Neill weiterhin nur Verträge über sieben Tage anzubieten. Am 12. September wurde O’Neill schließlich für die restliche Saison unter Vertrag genommen. In ihrer ersten Saison in der WNBA wurde sie in insgesamt elf Spielen von Brian Agler, dem Cheftrainer des Storm, eingesetzt. Da sie jedoch nur wenig Spielzeit bekam, hatte sie fast keine Möglichkeit ihre Fähigkeiten unter Beweis zu stellen. In den Playoffs kam O’Neill nicht zum Einsatz, da sie auf die Liste der inaktiven Spielerinnen gesetzt wurde. Am 7. Januar gab Brian Agler bekannt, dass O’Neill in den Kader für das Trainingscamp 2009 aufgenommen wurde.
Während der WNBA-Saisonpause 2008/09 spielte O’Neill für den UL Aughinish in der irischen Superleague. O’Neill führte mit einem Schnitt von 25,4 Punkten pro Spiel die Topscorer-Liste der Liga an, außerdem wurde sie zum 2008/09 Women’s Superleague Overseas Player of the Year ernannt. Nebenbei trainierte O’Neill Jugendmannschaften des UL Aughinish. Am Ende der Saison zog sich O’Neill eine Verletzung am rechten Knie zu. Aufgrund dieser Verletzung musste sie ihre Teilnahme am Trainingscamp des Storm absagen. Somit stand sie in der Saison 2009 nicht im Kader des Storm.

## Trainerkarriere

### Seattle University (seit 2009)
Am 31. August 2009 wurde O’Neill als neue Assistenztrainerin der Damen-Basketballmannschaft der Seattle University (Redhawks Athletics) präsentiert. O’Neill ist grundsätzlich in allen Bereichen des Damen-Basketballprogramms der Universität involviert, wobei sie vor allem für die Beobachtung und Rekrutierung junger Talente sowie die Fitness der Spielerinnen verantwortlich ist. Darüber hinaus ist sie auch wissenschaftliche Koordinatorin der Damen-Basketballmannschaft, womit sie vor allem mit den universitären Leistungen der Spielerinnen betraut ist. Im Jahr 2010 wurden die Redhawks Athletics für die Erzielung eines kumulativen Grade Point Average (GPA) von 3,34 mit der WBCA Top 25 Academic Honor Roll ausgezeichnet.
Am 20. Juni 2012 wurde O’Neill zur Assoziierten Cheftrainerin der Redhawks Athletics ernannt.

## Erfolge und Auszeichnungen
- College[4]
  - 2002 KKNW 1150 Outstanding Defensive Player
  - 2003 KKNW 1150 Outstanding Defensive Player
- Irische Superleague[3]
  - 2008/09 Women’s Superleague Overseas Player of the Year

## Karrierestatistik
| 2008        | Seattle Storm | WNBA        | 11 | 0 | 2,8 | 0,0 | 0,0 | 0,0 | 0,3 | 0,1 | 0,0 | – | – | – | – | – | – | – | – | – |
| WNBA gesamt | WNBA gesamt   | WNBA gesamt | 11 | 0 | 2,8 | 0,0 | 0,0 | 0,0 | 0,3 | 0,1 | 0,0 | – | – | – | – | – | – | – | – | – |

Legende zur Spielerstatistik:

(GP = Spiele insgesamt; GS = Spiele in der Startformation; MPG = gespielte Minuten pro Spiel; FG% = Wurfquote aus dem Feld; 3P% = Wurfquote aus dem 3-Punktebereich; FT% = Freiwurfquote; OFF = offensive Rebounds pro Spiel; DEF = defensive Rebounds pro Spiel; RPG = Rebounds pro Spiel; APG = erzielte Assists pro Spiel; BPG = erzielte Blocks pro Spiel; PPG = erzielte Punkte pro Spiel)